# Oaxen
Oaxen ist eine Insel und ländliche Ortschaft mit rund 150 Einwohnern in der Gemeinde Södertälje, Bezirk Stockholm, Schweden. Oaxen ist bekannt für seine reichen Kalksteinvorkommen, die seit dem 19. Jahrhundert abgebaut wurden. Die Insel ist mit der Fähre mit dem Festland verbunden.
Die Insel ist auch für das luxuriöse Restaurant Oaxens Skärgårdskrog bekannt, das 1994 von Magnus Ek und Agneta Green dort gegründet wurde. Es entwickelte sich zu einem der am höchsten bewerteten Restaurants in Schweden. Es wurde vom Restaurant Magazine fünf Jahre hintereinander zu einem der 50 besten Restaurants der Welt gekürt. Es wurde im September 2011 in Oaxen geschlossen. 2013 wurde das neue Oaxen Krog & Slip in der Nähe von Beckholmsbron im Stockholmer Stadtteil Djurgården in einem neuen Gebäude der Architekten Mats Fahlander und Agneta Pettersson eröffnet. Das Restaurant wurde 2014 mit einem und 2015 mit zwei Michelin-Sternen ausgezeichnet.